# Consiglio privato del Giappone

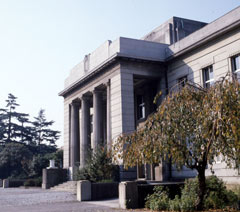
L'edificio del Sūmitsu-in dal 1922

Il Consiglio privato del Giappone (枢密院?, Sūmitsu-in) fu un organo consultivo dell'Imperatore del Giappone che operò dal 1888 al 1947.

## Funzioni
Modellato in parte sul Consiglio privato del Regno Unito, questo organismo consigliava il trono su questioni di particolare importanza, tra le quali: 
- proposte di modifica alle Costituzione dell'Impero giapponese
- proposte di modifica alla Legge sulla Casa imperiale del 1889
- questioni di interpretazione costituzionale, proposte di legge e ordinanze
- proclamazioni della legge marziale o dichiarazione di guerra
- trattati e altri accordi internazionali
- questioni concernenti la successione al trono
- dichiarazioni di reggenza in base alla Legge sulla Casa imperiale
- questioni sottoposte dall'Imperatore, generalmente su consiglio del gabinetto.

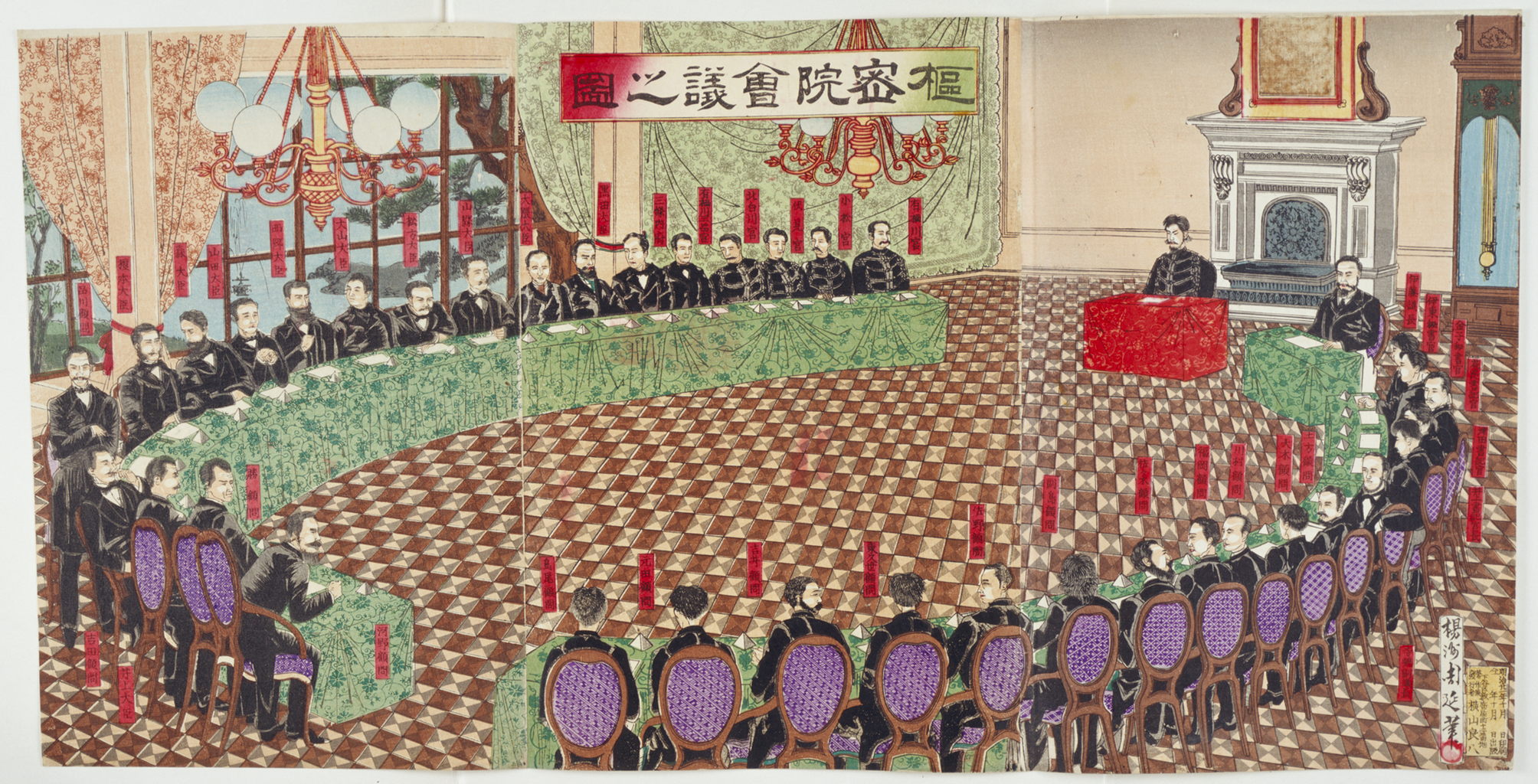
L'Imperatore incontra i suoi Consiglieri privati. Stampe nishiki-e su caratteri di legno di Yōshū Chikanobu, 1888

Il Consiglio privato aveva sia funzioni giudiziarie che certe funzioni esecutive. Comunque, il consiglio non aveva poteri di iniziativa legislativa.

## Istituzione
Il Consiglio privato del Giappone fu istituito da un'ordinanza imperiale dell'imperatore Meiji datata 28 aprile 1888, sotto la presidenza di Itō Hirobumi, per deliberare sulla proposta di costituzione. La nuova costituzione, che l'Imperatore promulgò l'11 febbraio 1889, menzionava brevemente il Consiglio privato nel capitolo 4, articolo 56: "I Consiglieri privati, in conformità alle disposizioni sull'organizzazione del Consiglio privato, deliberano su importanti materie di Stato quando siano stati consultati dall'Imperatore." 
Il Consiglio privato era costituito da un presidente, da un vicepresidente (senza diritto di voto), da dodici (in seguito ampliati a ventiquattro) consiglieri, da un primo segretario e da tre segretari aggiunti. Tutti i consiglieri privati, inclusi il presidente e il vicepresidente, erano nominati dall'Imperatore a vita, su parere del Primo ministro e del Gabinetto. In aggiunta ai ventiquattro consiglieri privati votanti, il Primo ministro e gli altri ministri di Stato erano membri ex officio del consiglio. Ai principi della casa imperiale (sia gli shinnōke che gli ōke) che avevano compiuto la maggiore età era permesso di assistere alle riunioni del Consiglio privato e potevano partecipare ai suoi procedimenti. Il presidente era munito di poteri straordinari, in quanto era lui che convocava e dirigeva le riunioni del Consiglio. Il consiglio si riuniva sempre presso il Palazzo imperiale di Tokyo, alla presenza dell'Imperatore in occasioni importanti. Il Consiglio aveva il potere di deliberate su qualsiasi questione sulla quale l'Imperatore desiderasse un parere.

## Valutazione
Le valutazioni sull'importanza del Consiglio privato variano da chi asserisce che fosse l'organo singolo più potente del governo Meiji (il che è probabilmente vero sul piano giuridico e teorico), a chi ritiene che fosse completamente insignificante in termini di influenza sulla politica nazionale (il che è probabilmente vero in termini di pratica effettiva).

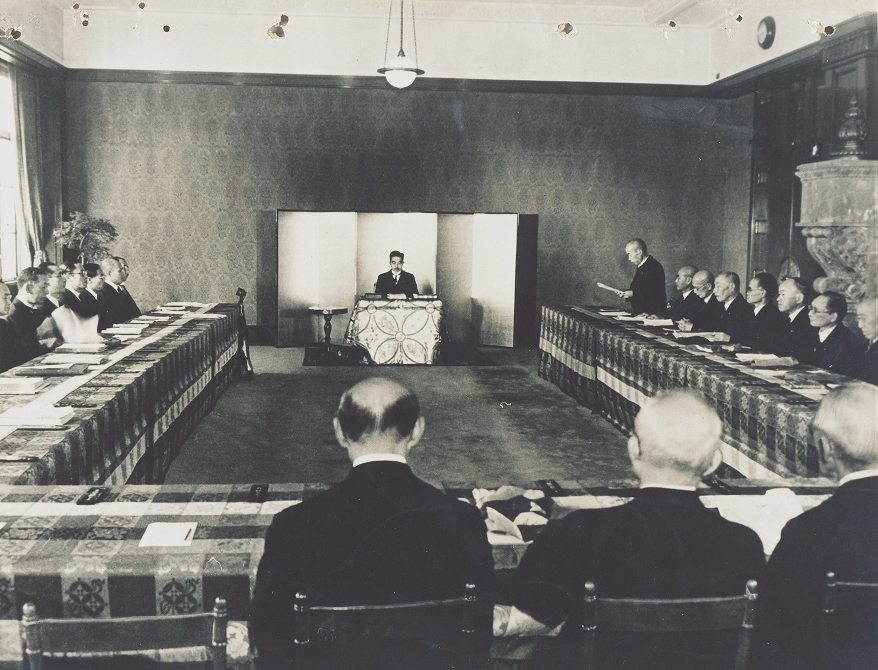
Riunione del Consiglio privato, 1946

Durante i suoi primi anni, molti membri del Consiglio privato erano simultaneamente membri del governo elettivo; tuttavia nei suoi anni successivi, il Consiglio privato sostituì essenzialmente il genrō e il Genrōin come una specie di circolo di "anziani" molto conservatori, spesso in contrasto con il governo elettivo dominato dai partiti. Dopo che il Consiglio privato sfidò il governo tentando di respingere varie decisioni di quest'ultimo, e tentando di imporsi su certi temi di politica estera, divenne chiaro che l'equilibrio del potere era dalla parte del governo elettivo. Il Consiglio privato fu da allora in poi largamente ignorato, e non fu neanche consultato quando il Giappone decise di dichiarare guerra agli Stati Uniti nel 1941.
Il Consiglio privato fu abolito con l'entrata in vigore dell'attuale Costituzione post-bellica del Giappone il 3 maggio 1947.

## Presidenti del Consiglio privato
| #  | Nome              | Ritratto | Date come Presidente                |
| -- | ----------------- | -------- | ----------------------------------- |
| 1  | Itō Hirobumi      |          | 30 aprile 1888 – 30 ottobre 1889    |
| 2  | Ōki Takatō        |          | 24 dicembre 1889 – 1º giugno 1891   |
| 3  | Itō Hirobumi      |          | 1º giugno 1891 – 8 agosto 1892      |
| 4  | Ōki Takatō        |          | 8 agosto 1892 – 11 marzo 1893       |
| 5  | Yamagata Aritomo  |          | 11 marzo 1893 – 12 dicembre 1893    |
| 6  | Kuroda Kiyotaka   |          | 17 marzo 1894 – 25 agosto 1900      |
| 7  | Saionji Kinmochi  |          | 27 agosto 1900 – 13 luglio 1903     |
| 8  | Itō Hirobumi      |          | 13 luglio 1903 – 21 dicembre 1905   |
| 9  | Yamagata Aritomo  |          | 21 dicembre 1905 – 14 giugno 1909   |
| 10 | Itō Hirobumi      |          | 14 giugno 1909 – 26 ottobre 1909    |
| 11 | Yamagata Aritomo  |          | 26 ottobre 1909 – 1º febbraio 1922  |
| 12 | Kiyoura Keigo     |          | 8 febbraio 1922 – 7 gennaio 1924    |
| 13 | Hamao Arata       |          | 13 gennaio 1924 – 25 settembre 1925 |
| 14 | Hozumi Nobushige  |          | 1º ottobre 1925 – 8 aprile 1926     |
| 15 | Kuratomi Yuzaburo |          | 12 aprile 1926 – 3 maggio 1934      |
| 16 | Ichiki Kitokurō   |          | 3 maggio 1934 – 13 marzo 1936       |
| 17 | Hiranuma Kiichirō |          | 13 marzo 1936 – 5 gennaio 1939      |
| 18 | Fumimaro Konoe    |          | 5 gennaio 1939 – 24 giugno 1940     |
| 19 | Hara Yoshimichi   |          | 24 giugno 1940 – 7 agosto 1944      |
| 20 | Suzuki Kantarō    |          | 7 agosto 1944 – 7 giugno 1945       |
| 21 | Hiranuma Kiichirō |          | 9 aprile 1945 – 3 dicembre 1945     |
| 22 | Suzuki Kantarō    |          | 15 dicembre 1945 – 13 giugno 1946   |
| 23 | Shimizu Tōru      |          | 13 giugno 1946 – 26 settembre 1946  |